# Medicine Bow Peak
Der Medicine Bow Peak ist mit einer Höhe von 3663 m der höchste Gipfel der Snowy Range, einem Teil der Medicine Bow Mountains, etwa 56 km westlich von Laramie im US-Bundesstaat Wyoming. Er liegt im Medicine Bow National Forest und ist der höchste Punkt im südlichen Wyoming. Der Gipfel liegt im äußersten Westen des Albany County, die unteren Ausläufer des Berges erstrecken sich westwärts bis in das östliche Carbon County. Damit ist er der höchste Punkt beider Countys. Der Gipfel ist vom Snowy Range Pass auf 3300 m, auf dem Wyoming Highway 130, einem Wyoming Scenic Byway, sichtbar. Der am häufigsten verwendete Weg zum Gipfel ist eine vier Meilen lange Wanderung mit Serpentinen und viel losem Fels. Die Wanderwege zum Gipfel sind in der Regel von Anfang Juni bis Mitte Oktober geöffnet. Der Berg ist in der Regel von Oktober bis Ende Juni mit Schnee bedeckt. Im Winter kann der Gipfel mit Schneeschuhen oder durch Skifahren erreicht werden.

## Geschichte
Über die Geschichte des Berges ist vor den Expeditionen von John C. Frémont von 1833 bis 1834 wenig bekannt. Indianerstämme wie Northern Arapahoe, Northern Cheyenne, Lakota, Ute und Eastern Shoshone waren dafür bekannt, entweder die umliegenden Niederungen bewohnt zu haben oder nahegelegene Schluchten und Gebirgspässe als Reiserouten zu nutzen.
Am 6. Oktober 1955 stürzte der United-Airlines-Flug 409 in die Seite des Berges, alle 66 Personen an Bord kamen ums Leben. Dies war der tödlichste Flugzeugunfall in diesem Jahr. Triebwerke und andere Fragmente des Flugzeugs sind noch heute am Fuße der Klippe vorhanden. Während des Wiederherstellungsprozesses wurden mehrere zusätzliche Zufahrtswege eingerichtet, die noch heute genutzt werden. Ein Gedenkstein und eine Gedenktafel wurden im August 2001 in der Nähe der Absturzstelle, der sogenannten „Disaster Wall“, aufgestellt.

Aussicht vom Gipfel des Medicine Bow Peak